# Защитна стена (филм)
„Защитна стена“ (на английски: Firewall) е американски екшън трилър от 2006 г. на режисьора Ричард Лонкрейн по сценарий на Джо Форте с участието на Харисън Форд, Пол Бетани, Вирджиния Мадсън, Мери Лин Раджскъб, Робърт Патрик, Робърт Форстър и Алън Аркин.